# Maces (Aràbia)
|  | «Maques» redirigeix aquí. Vegeu-ne altres significats a «Maces (Líbia)». |

Els maces (llatí: Macae, grec antic: Μάκαι) foren un poble d'Aràbia esmentat per Ptolemeu, a la vora del golf Pèrsic, probablement al Cap Musandan. Tenien a l'est als narites (naritae Ναρεῖται). El cap "Naumachaeorum promontorium" de Plini correspon al Cap Musandan on el sàtrapa selèucida de Mesene, Numeni, nomenat pel rei selèucida Antíoc I Sòter, va derrotar els perses en una batalla naval i va erigir dos trofeus un dedicat a Neptú i un a Júpiter.